# Ernst Thommen
Ernst B. Thommen (Basilea, 23 de enero de 1899-Muttenz, 14 de mayo de 1967) fue un dirigente de fútbol suizo.

## Biografía
Fue presidente interino de la Federación Internacional de Fútbol Asociación (FIFA) desde marzo de 1961 hasta el 28 de septiembre de 1961. Permaneció activo en el cargo durante 6 meses sucediendo a Arthur Drewry, quien murió en el cargo.
Thommen era miembro oficial de la FIFA y se había desempeñado como presidente del Comité Organizador durante las Copas Mundiales de la FIFA de 1954, 1958 y 1962. Bajo su cargo fue cocreador e impulsor de la Copa de Ferias junto a Ottorino Barassi y con el aval de Stanley Rous. Su servicio en la FIFA fue excelente y fue reemplazado en su momento por Stanley Rous.